# Libarchive
libarchive es una biblioteca libre y de código abierto para leer y escribir varios formatos de archivo y compresión. Está escrita en C y funciona en la mayoría de sistemas tipo Unix y Windows.

## Historia
libarchive se inició en 2003 como parte del proyecto FreeBSD. Durante los primeros años, su desarrollo estuvo dirigido por el proyecto FreeBSD, pero más tarde se convirtió en un proyecto independiente. Se publicó por primera vez con FreeBSD 5.3 en noviembre de 2004.

## libarchive
libarchive detecta y lee automáticamente los formatos de archivo. Si el archivo está comprimido, libarchive también detecta y maneja los formatos de compresión antes de evaluar el archivo. libarchive está diseñado para minimizar la copia de datos internamente para un rendimiento muy óptimo.

## Utilidades
libarchive proporciona utilidades de línea de comandos llamadas bsdtar y bsdcpio. Son reimplementaciones completas basadas en libarchive. Son las tar y cpio por defecto del sistema en FreeBSD, NetBSD, MacOS y Windows.
También existe bsdcat, diseñado para descomprimir un fichero a la salida estándar como zcat.

## Usuarios
libarchive se desarrolló originalmente para FreeBSD, pero también se utiliza en NetBSD y MacOS como parte de esos sistemas operativos.
bsdtar se ha incluido en Windows desde la actualización de abril de 2018 de Windows 10. En mayo de 2023, Microsoft anunció que Windows 11 soportará de forma nativa formatos de archivo adicionales como 7z y RAR a través de libarchive.